# Pennsylvania Open Championship
O Pennsylvania Open Championship é um torneio de golfe aberto do estado da Pensilvânia, Estados Unidos, aberto a golfistas amadores e profissionais. A organização fica por conta da Associação de Golfe da Pensilvânia. O torneio é disputado anualmente desde 1912, à exceção dos anos de guerra, em diversos campos do Estado. Foi considerado evento do calendário oficial do PGA Tour durante alguns anos, nas décadas de 1920 e 1930.

## Campeões
- 2016 Robert Rohanna
- 2015 Billy Stewart
- 2014 John Pillar Sr.
- 2013 Andrew Mason
- 2012 Clayton Rotz
- 2011 Mark Sheftic
- 2010 Robert Rohanna
- 2009 Justin Smith
- 2008 Mike Van Sickle (amador)
- 2007 Mike Van Sickle (amador)
- 2006 Kyle Davis
- 2005 Sean Farren
- 2004 Ryan Sikora
- 2003 Steve Wheatcroft
- 2002 Terry Hertzog
- 2001 Jeff Danielss
- 2000 Terry Hertzog
- 1999 Terry Hatch
- 1998 Stuart Ingraham
- 1997 Gene Fieger
- 1996 John Mazza
- 1995 Gene Fieger
- 1994 Paul Oglesby
- 1993 Bob Ford
- 1992 Mike Moses
- 1991 Frank Dobbs
- 1990 Jay Sigel (amador)
- 1989 Joseph J. Boros
- 1988 Gene Fieger
- 1987 Brian Kelly
- 1986 Frank Fuhrer III
- 1985 Don De Angelis
- 1984 Roy Vucinich
- 1983 Jay Sigel (amador)
- 1982 Lee Raymond (amador)
- 1981 Bob Ford
- 1980 Bob Huber
- 1979 Ron Milanovich
- 1978 Jay Sigel (amador)
- 1977 Bob Ford
- 1976 Jeff Steinberg
- 1975 Steve Brewton (amador)
- 1974 Jay Sigel (amador)
- 1973 Tony Perla
- 1972 Andy Thompson
- 1971 Jack Kiefer
- 1970 James Masserio (amador)
- 1969 Tony Perla
- 1968 Ronald Stafford
- 1967 Robert Ross
- 1966 Richard Bassett
- 1965 Robert Shave
- 1964 Jerry Pisano
- 1963 Bert Yancey
- 1962 Henry Williams Jr.
- 1961 Al Besselink
- 1960 John Guenther Jr. (amador)
- 1959 Skee Riegel
- 1958 Dick Sleichter
- 1957 Skee Riegel
- 1956 John Weitzel
- 1955 John Weitzel
- 1954 Henry Williams Jr.
- 1953 Bo Wininger
- 1952 George Griffin Jr.
- 1951 Johnny Bulla
- 1950 Jerry Barber
- 1949 Andy Gasper
- 1948 Terl Johnson
- 1947 Steve Kovach
- 1946 Steve Kovach
- O torneio não foi realizado em 1943–45 por causa da Segunda Guerra Mundial
- 1942 Sam Byrd
- 1941 Gene Kunes
- 1940 Sam Parks Jr.
- 1939 Ray Mangrum
- 1938 Lloyd Mangrum
- 1937 Toney Penna
- 1936 Felix Serafin
- 1935 Ray Mangrum
- 1934 Willie Macfarlane
- 1933 Dick Metz
- 1932 Vincent Eldred
- 1931 Felix Serafin
- 1930 Ed Dudley
- 1929 Ed Dudley
- 1928 Tommy Armour
- 1927 Johnny Farrell
- 1926 John Rogers
- 1925 Joe Turnesa
- 1924 Emmet French
- 1923 James Edmundson
- 1922 Emil Loeffler
- 1921 Cyril Walker
- 1920 Emil Loeffler
- 1919 Charles Hoffner[1]
- O torneio não foi realizado em 1917–18 por causa da Primeira Guerra Mundial
- 1916 Jock Hutchison
- 1915 Tom Anderson Jr.
- 1914 Macdonald Smith
- 1913 James Thompson
- 1912 Tom Anderson Jr.